# Lepidopterist
En lepidopterist är en person som fångar och samlar, studerar eller observerar fjärilar, vilka bildar ordningen Lepidoptera bland insekterna.

## Berömda lepidopterister
- William Stephen Atkinson (1820 –1876)
- Jean-Baptiste Boisduval (1799–1879)
- Bernard d'Abrera (född 1940)
- Robert Denno (1946–2008)
- Henry Doubleday (1808–1875)
- Henry Edwards (entomologist) (1830–1891)
- Gowan Coningsby Clark  (1888–1964)
- Edmund Brisco Ford (1901–1988)
- Frederick William Frohawk (1861–1946)
- Walter Gieseking (1895–1956)
- Frederick DuCane Godman (1834–1919)
- William Jacob Holland(en), (1848–1932), författare till boken The Moth Book (1903)[1]
- Johann Siegfried Hufnagel (1724–1795)
- Julian Jumalon [2][3]
- Napoleon M. Kheil [4] (1849–1923)
- Bernard Kettlewell (1907–1979)
- Michael Majerus (1954–2009)
- Vladimir Nabokov (1899–1977)
- L. Hugh Newman (1909–1993)
- Prinsessan Olga av Grekland (1903–1997)
- Walter Rothschild (1868–1937)
- Camille Saint-Saëns (1835–1921)
- Hermann Stauder (1877–1937)
- Otto Staudinger (1830–1900)
- James William Tutt  (1858–1911)
- Edward Pelham-Clinton, 10:e hertig av Newcastle (1920–1988)
- Georgy Sergeevich Zolotarenko (1922–2002)